# جرم زیست‌محیطی
جرم زیست‌محیطی (به انگلیسی: Environmental crime) در حقوق بین‌الملل عمومی به اعمالی گفته می‌شوند که به دگرگونی و نابودی محیط زیست می‌انجامند. این اعمال غیرقانونی شامل محیط زیست حیات وحش، تنوع زیستی و منابع طبیعی هستند. نهادهای بین‌المللی مانند جی ۸، اینترپل، اتحادیه اروپا، برنامه محیط زیست ملل متحد، مؤسسه تحقیقات بین‌المللی، جرایم و عدالت ملل متحد، جرم‌های زیست‌محیطی زیر را به رسمیت شناخته‌اند:
اعمال غیرقانونی نسبت به حیات وحش: تجارت غیرقانونی حیات وحش با گونه‌های در خطر انقراض بر‌خلاف کنوانسیون تجارت بین‌المللی «گونه‌های جانوری در معرض خطر».
استخراج غیرقانونی معادن: قاچاق مواد مربوط به کاهش ازون برخلاف پروتکل مونترال ۱۹۸۷دربارۀ موادی که لایه ازون را از بین می‌برند.
ماهیگیری غیرقانونی: ماهیگیری غیرقانونی بر‌خلاف کنترل‌های اعمال‌شده توسط سازمان‌های مختلف مدیریت ماهی‌گیری منطقه‌ای.
قطع غیرقانونی درختان: قطع غیرقانونی درختان و تجارت مرتبط با الوارهای دزدیده‌شده بر‌خلاف قوانین ملی.
جرم زیست‌محیطی تقریباً یک سوم جرم‌های انجام‌شده توسط سازمان‌ها، شرکت‌ها، مشارکت‌ها، اتحادیه‌ها، تراست‌ها، صندوق‌های بازنشستگی و غیرانتفاعی را تشکیل می‌دهند. این چهارمین نوع فعالیت جرم‌خیز در جهان است و هر سال بین پنج تا هفت درصد افزایش می‌یابند. این جرائم به طور قانونی قابل پیگرد هستند. در این مورد، اینترپل (پلیس بین‌الملل) موضوع پیگرد قانونی را تسهیل نموده و به کشورهای عضو خود در اجرای مؤثر قوانین و معاهدات زیست‌محیطی ملی و بین‌المللی کمک می‌کند. اینترپل در سال ۱۹۹۲ مبارزه با جرایم زیست‌محیطی را شروع کرد.

## هزینه‌ها
باندهای تبهکار بین‌المللی و گروه‌های شبه نظامی در کشورهای مختلف از غارت منابع طبیعی سودهای غیر قانونی و فزون یابنده‌ای می‌برند. عمده جنگ‌های داخلی و تروریزم  برآمد جنایت‌های زیست‌محیطی هستند. بر اساس گزارش برنامه محیط زیست سازمان ملل متحد و اینترپل، در ژوئن ۲۰۱۶، هزینه جرایم زیست‌محیطی ۲۶ درصد بیشتر از برآوردهای قبلی یعنی معادل ۹۱ تا ۲۵۸میلیارد دلار بود. درحالی که این رقم در سال ۲۰۱۴، به ۷۰ تا ۲۱۳ میلیارد دلار رسیده بود. رقمی که حتی از قاچاق و تجارت غیرقانونی سلاح‌های سبک نیز بیشتر بوده است. بیش از نیمی از این میزان شامل قطع غیرقانونی درختان و جنگل‌زدایی می‌باشد.

## رسیدگی در ایران
به نظر می‌رسد غیر از مداخلات قانونی بر مبنای نظر سازمان محیط زیست در ایران، برنامه مدونی برای مبارزه با این گونه جرایم هنوز وجود ندارد؛ اگرچه به تازگی در سیاست‌های کلی ابلاغی محیط زیست بخشی با عنوان جرم‌انگاری تخریب محیط زیست ذکر شده‌است.

## رسیدگی بین‌المللی
در سپتامبر ۲۰۱۶ اعلام شد که دادگاه کیفری بین‌المللی واقع در لاهه عطف به اساسنامه رم دولت و افراد را به دلیل جنایت زیست‌محیطی تحت عنوان «جنایات علیه بشریت» تحت تعقیب قرار می‌دهد. با توجه به شاخص‌های انتخاب شده و اعلام شده در «سند سیاست انتخاب و اولویت‌بندی پرونده‌ها» توسط دیوان کیفری بین‌المللی در ۱۵ سپتامبر ۲۰۱۶، این نهاد بین‌المللی توجه ویژه‌ای به پی‌گرد جرایم قابل بررسی توسط دیوان کیفری بین‌المللی بر مبنای اساسنامه رم خواهد داشت. این‌گونه پرونده‌ها شامل تخریب محیط زیست، بهره‌کشی ناعادلانه از منابع طبیعی و تصرف غیرقانونی زمین در کنار موارد دیگر است.

## جرم‌شناسی زیست‌محیطی
جرم‌شناسی زیست‌محیطی مفاهیم جرم و رفتارهای زیان‌بار علیه محیط زیست، از جمله نقشی که شرکت‌ها، دولت‌ها و جوامع در ایجاد آسیب‌های زیست‌محیطی ایفا می‌کنند، مورد بررسی قرار می‌دهد. جرم‌شناسی در حال حاضر شروع به تشخیص تأثیر و پیامدهای انسان بر محیط زیست و نحوه ارزیابی این آسیب‌ها توسط نهادهای مجری قانون و قوه قضاییه و اعمال مجازات برای مجرمان می‌کند. جنایات زیست‌محیطی نه تنها بر روی زمین، آب، هوا، بلکه بر سلامت کودکان نیز تأثیر می‌گذارد. بر اساس مقاله‌ای که در سال ۲۰۱۶ درمورد چشم‌اندازهای بهداشت محیط منتشر شد، رشد و گسترش حفاظت از محیط زیست کودکان در دو دهه گذشته قابل توجه بوده‌است. در ایالات متحده، تلاش‌های چشمگیری برای رسیدگی به حساسیت‌های ویژه کودکان انجام شده‌است و همچنان به نگرانی‌های زیست‌محیطی جدید می‌پردازد تا اطمینان حاصل شود که محیط زیست کودکان بدون آسیب و در زیر چتر حمایت از یک توسعه سالم قرار داشته باشد.